# Mesarmadillo montanus
Mesarmadillo montanus es una especie de crustáceo isópodo terrestre de la familia Eubelidae.

## Distribución geográfica
Es endémica de la isla de Fernando Póo (Guinea Ecuatorial).